# ソフロニティス属
ソフロニティス属（Sophronitis）は、ラン科の植物の分類群。洋ランとして扱われるものの一つで、現在ではカトレア属に含めるが、この名も流通している。

## 特徴
全体にカトレア属とよく似ている。植物体は小柄で、全体に革質で硬い。匍匐茎があり、その上に密に偽球茎があり、その先端に一枚の葉を持つ。
花は外花被はやや幅狭く、唇弁は先に向かって広がるが、基部では左右の縁が巻いて筒状になる。側弁は大きく広がる。全体としては花被は平らに広がる。色は主として赤。
学前は sophron （慎み深い・上品な）に由来する。これは葯がずい柱の翼に隠れることに由来するという。

## 分布と生育環境
ブラジルに産し、多くは標高1000m以上の森林で樹木か岩の上に着生する。

## 利害
小柄な洋ランの原種として栽培される。特にコクシネア（またはコッキネア）種は著名である。
また、カトレア類の交配親としてもよく用いられた。これもコクシネアが主として用いられた。これはこの属の花の鮮やかな赤を持つ品種を作出することを目的として行われた。カトレア属や属など、カトレア類ではこのような色を持つものはごく少ないからで、実際にその交配品には橙色や黄色など、その影響を見せるものが数多い。それらはこの属の名を取ってソフロカトレア・ソフロレリオカトレアなどの属名をあたえられた。ただし、下記のようにこの属自体が消えるため、その名も改められることになる。

## 分類
この属に記載された種数は6-7程度で多くない。いくつかはコクシネアのシノニムとして処理された。
ただ、その後にラン科の分類が分子系統の情報などから見直され、この類も大きな変更を受けた。まず、レリア属 Laelia のブラジル原産の多くの種がこの属に移され、さらにその後はそれらを含むすべての種がカトレア属へ移され、結果としてソフロニティス属は消えることになった（レリア属はブラジルを除く中南米原産の25種が残っている）。
従って、現在ではこの属名は正式には存在しないことになる。しかし、復活しないとも限らず、また、現実的には園芸の分野では、未だにその名で流通している面もある。以下に代表的なものをあげておく。
- S. brevipedunculata
- S. cernua　ソフロニティス・ケルヌア（＝カトレア・ケルヌア）
- S. coccinea　ソフロニティス・コクシネア（＝カトレア・コクシネア）